# Laval-Saint-Roman
Laval-Saint-Roman là một xã trong tỉnh Gard thuộc vùng Occitanie, phía nam nước Pháp. Xã Laval-Saint-Roman nằm ở khu vực có độ cao trung bình 134 mét trên mực nước biển.